# Langstaartsabelvleugel
De langstaartsabelvleugel (Pampa curvipennis excellens synoniem: Campylopterus  curvipennis excellens) is een vogel uit de familie Trochilidae (kolibries). De soort is in 1941 door de Amerikaanse vogelkundige Alexander Wetmore als ondersoort Pampa pampa excellens beschreven. Door sommige systematici is dit taxon later als soort opgevat. Op de IOC World Bird List uit 2022 staat het taxon weer als ondersoort. Deze ondersoort is endemisch in zuidelijk Mexico.